# Raoul André
Raoul André, Pseudonym Jean Le Vitte, (* 24. Mai 1916 in Rabat, Marokko; † 3. November oder 4. November 1992 in Paris oder La Garenne-Colombes, Frankreich) war ein französischer Maskenbildner, Kameramann, Filmregisseur und Drehbuchautor.

## Leben
André, Sohn eines Kolonialbeamten im Protektorat Marokko, wuchs in Rabat auf. Er wandte sich dem Film zu, nachdem seine Versuche Jura bzw. Literatur zu studieren scheiterten. Er arbeitet als Maskenbildner, Kameramann und Regieassistent, bis er 1947 seinen ersten Spielfilm als Regisseur für den Film Le village de la colère realisierte. Er avancierte danach zum Spezialisten für günstige und seichte Actionfilme und Gaunerkomödien, darunter einige Filme mit Eddie Constantine.
Verheiratet war er ab 1955 mit der Schauspielerin Louise Carletti (1922–2002), seine Tochter ist die Schauspielerin Ariane Carletti (* 1957).

## Filmografie (Auswahl)
- 1947: Le village de la colère
- 1948: Kutsche Nr. 13 (Il fiacre N. 13)
- 1948: L’assassin est à l'écoute
- 1951: Une fille à croquer
- 1953: Une nuit à Megève
- 1954: Die sich verkaufen (Les clandestines)
- 1954: Verfemte Frauen (Marchandes d’illusions)
- 1955: Cherchez la femme
- 1955: Les pépées font la loi
- 1955: Une fille épatante
- 1956: Gangster, Rauschgift und Blondinen (L’homme et l’enfant)
- 1956: Les indiscrètes
- 1956: Les pépées au service secret
- 1957: La polka des menottes
- 1958: Verlorenes Spiel (Clara et les méchants)
- 1959: Nach gewissen Nächten (Secret professionnel)
- 1962: La planque
- 1963: Eddie krault nur kesse Katzen (Les femmes d’abord)
- 1963: Eddie wieder colt-richtig (Des frissons partout)
- 1963: Laster und Tugend (Le vice et la vertu) (Darsteller)
- 1965: Eddie, Blüten und Blondinen (Ces dames s’en mêlent)
- 1965: Gleich wirst du singen, Vögelein (Mission spéciale à Caracas)
- 1967: Le grand bidule
- 1968: Ces messieurs de la famille
- 1969: Kasimir, mir graut vor dir (Le bourgeois gentil mec)
- 1970: Ces messieurs de la gâchette
- 1973: La dernière bourrée à Paris
- 1974: Die Sexklinik (Serre-moi contre toi, j’ai besoin de caresses)
- 1974: La kermesse érotique
- 1974: Y’a un os dans la moulinette